# Vito Zagarrio
Vito Zagarrio (Firenze, 2 maggio 1952) è un regista, storico del cinema e critico cinematografico italiano.

## Biografia
Nato nel capoluogo toscano da famiglia siciliana, ha conseguito nel 1975 una Laurea in Lettere presso l'Università degli Studi di Firenze e ottenuto poi un Diploma di Regia presso il Centro Sperimentale di Cinematografia di Roma. Nel 1983 ha completato il Master of Arts in Cinema Studies alla New York University, dove ha anche preso il PhD in Cinema Studies nel 1995.
È professore ordinario del Settore Scientifico Disciplinare L-ART/06 (Cinema, fotografia, televisione) presso il Dipartimento di Filosofia, comunicazione e spettacolo dell'Università degli Studi Roma Tre.
Dal 1975, all'attività di studioso e saggista cine-televisivo alterna l'attività di regista per il cinema e la televisione. Nel 1988 ha realizzato il primo cortometraggio in alta definizione col sistema Eureka, Un bel dì vedremo, con cui ha vinto il premio speciale Seleco/David di Donatello per questo tipo di pellicole.
Gestisce un blog su internet, contenente anche aggiornamenti sulla sua attività accademica.

## Filmografia

### Film
- La donna della luna (1988)
- Bonus Malus (1993)
- Tre giorni d'anarchia (2004)
- Le seduzioni (2021)

### Cortometraggi
- Merci Mariù (1975)
- Ai confini della televisione (1984)
- Un bel dì vedremo (1988)
- Movida! (1990)
- Bianca & nero, segmento del film collettivo Intolerance (1996)
- Elogio del sudicio (2000)
- Esercizi di stile (2000)
- Teresa (2001)
- Solidarietà (2003)

### Documentari
- La generazione del cinema (1979)
- Marlene amore mio (1980)
- L'energia difficile (1981)
- Divine Waters (1983)
- Quel sud diverso (1986)
- Viva la pasta! (1988)
- Alessandro Blasetti (1990)
- China 1994 (1994)
- 24 novembre 1994 (1995)
- Uomo morto cammina! (1996)
- Schermi del passato - Le grandi sequenze (1996)
- L'infanzia di Ivan (e gli altri) (1997)
- Cara, amata scuola (1999)
- UER 2029 (1999)
- Fulbright 1949-1999 (1999)
- America Dreaming (2000)
- Pillole di cinema (2002)

## Saggi e monografie
- Frank Capra (1995)
- Non solo Hollywood. Percorsi e Confronti del Cinema Centenario (1996)
- Frank Capra: Authorship and the Studio System (1998)
- Cinema Italiano Anni Novanta (2001)
- L'anello mancante. Storia e Teoria del Rapporto Cinema-Televisione (2004)
- Cinema e Fascismo. Film. Modelli. Immaginari (2004)
- CinemaTv. Film, Televisione, Video nel nuovo millennio (2004)
- Francis Ford Coppola (2004)
- John Waters (2005)
- Overlooking Kubrick, (a cura di), (2006)
- Primato e dintorni. Cultura, cinema e mass media nel fascismo (2007)
- Argento vivo. Il cinema di Dario Argento tra genere e autorialità (2008)
- Quentin Tarantino, (a cura di), (2009)
- Frank Capra tra sogno e incubo americano. Una proposta di controanalisi (2009)
- L'immagine del fascismo (2009)
- Carlo Lizzani. Un lungo viaggio nel cinema (2010)
- Nanni Moretti. Lo sguardo morale, Marisilio (2012), ISBN 978-8831712583
- Francis Ford Coppola: un sogno lungo il cinema, Rubettino (2020), ISBN 978-8849860344